# Arvadieten
De Arvadieten (Hebreeuws: ידורא; "behorend tot Arvad") waren volgens de Hebreeuwse Bijbel afstammelingen van Arvad, de zoon van Kanaän, kleinzoon van Cham (Genesis 10:6, 15, 18; 1 Kronieken 1:16). De Arvadieten worden buiten de geslachtsregisters in Genesis en 1 Kronieken alleen nog genoemd in Ezechiël 27:11.